# Alexis Castro
Alexis de Jesus Castro Rodriguez (15 oktober 1980) is een Colombiaans voormalig professioneel wielrenner.

## Belangrijkste overwinningen
2002
- Pan-Amerikaans kampioen op de weg, Beloften
- 4e etappe deel A Doble Copacabana GP Fides

2005
- 2e etappe Ronde van Valle del Cauca